# 還熊八幡神社

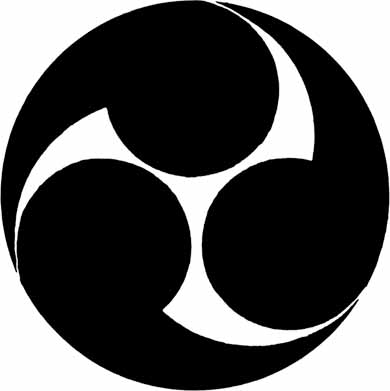
神紋（左三つ巴）

還熊八幡神社（かえりぐまはちまんじんじゃ）は、愛媛県松山市にある神社である。旧社格は村社。神紋は左三つ巴。松山八社八幡の七番社（帰熊八幡）。

## 祭神
- 品田和気命（ほむだわけのみこと・応神天皇）
- 帯中彦命（たらしなかひこのみこと・仲哀天皇）
- 息長帯姫命（おきながたらしひめのみこと・神功皇后）
- 迦具都知命（かぐつちのみこと）

## 由緒
貞観年間（859～877年）に京都の石清水八幡宮より勧請し河野氏の崇敬を受けたという。
天正18年（1590年）、胸肩宮（宗像三女神）、矢取宮（長寛年間に源為朝が弓の奥義を悟った際、五十猛命を祀った神社）、饒宮（饒速日命を祀る神社）を合祀（その他、京都の祇園社、天満宮も合祀してある）。
慶長5年（1600年）、松前城主加藤嘉明が関ヶ原の戦いに出陣した留守に、毛利勢が河野の遺臣らと共に三津浜に攻め入り当神社に立てこもったため、嘉明の家臣、佃十成がこれを撃滅（三津浜夜襲）、その時の兵火によって神殿を焼失、旧記、宝物等を失ったという。なお、その当時は今の所より北の山上篠原に鎮座していたという。
翌慶長6年、加藤嘉明が松山城築城にあたり、社殿を現在の地に移して再建し、松山八社八幡の一社として崇敬し、江戸参勤の際には幣帛を奉り道中安全を祈願したと伝えられる。
明治43年（1910年）、愛宕神社を合祀した。

## 年中行事
| 日付     | 祭祀     |
| -------- | -------- |
| 1月1日   | 歳旦祭   |
| 2月3日   | 節分祭   |
| 3月1日   | 厄除祭   |
| 6月30日  | 夏越祭   |
| 7月中    | 祇園祭   |
| 10月6日  | 例大祭   |
| 10月7日  | 神幸祭   |
| 11月15日 | 七五三祭 |
| 11月23日 | 新嘗祭   |
| 毎月1日  | 月次祭   |

10月6日の例大祭の翌7日の神幸祭では、山越の南北2体によって喧嘩神輿（鉢合わせ）が行われる。
10月7日の神幸祭は宮出し7時、宮出し後7時30分頃から
Aコープ山越（駐車場）、宮入り前の21時頃から神社境内で喧嘩神輿（鉢合わせ）が行われる。
平成23年（2011年）、北山越神輿新調、同年に北山越地区と御幸地区が分離。
平成24年（2012年）、御幸地区の寺町、町方の地区が分離し、寺町が旧北山越神輿を継承。町方が六角神輿を新調。なお同年の南山越は喧嘩神輿（鉢合わせ）辞退。
平成25年（2013年）、南山越、北山越、御幸（寺町）の3体によって喧嘩神輿（鉢合わせ）が行われるようになる。
北山越地区では、伊勢音頭、起こし太鼓、獅子舞、狩人舞、おやじ（おじぃとおばぁが農作業を中睦まじく表現する舞）等の
伝統芸能が多数残っており、10月7日の神幸祭での巡町時に要所（御旅所等）で行われている。
平成26年（2014年）、御幸（寺町）は喧嘩神輿（鉢合わせ）辞退。
平成27年（2015年）、御幸（寺町）は喧嘩神輿（鉢合わせ）辞退。

## 境内社
- 鎮守社（金山彦命）

## 交通
- 伊予鉄道市内電車木屋町停留場下車、徒歩15分。
- 伊予鉄バス北条線還熊八幡前下車、徒歩約3分

## 周辺施設
- 松山市立姫山小学校
- 松山大学御幸キャンパス
- 城北中継局